# Castrelos (Vigo)
Castrelos es una parroquia del municipio de Vigo. Está compuesta por 15 entidades de población que suman un total de 8.002 habitantes en sus escasos 2 km² de territorio, según el padrón de 2010.

## Historia
Su origen se remonta al antiguo Pazo de Lavandeira, construcción levantada hacia 1670, años después de la fundación del mayorazgo por el capitán Juan Tavares en 1665 (como recoge el escudo de armas de la fachada principal). Esta familia permanece en la propiedad hasta el siglo XVIII en que dejará paso a los Montenegro y a comienzos del XIX al marquesado de Valladares.
A finales del siglo XIX la finca y el pazo son heredados por María de los Milagros Elduayen y Martínez Enríquez, VII marquesa de Valladares, y su esposo  Fernando Quiñones de León y Francisco-Martín, I marqués de Alcedo, quienes emprendieron una importantísima reforma del edificio. El temprano fallecimiento de la marquesa hizo que el pazo pasase a manos de su hijo Fernando, VIII marqués de Valladares. En 1918 este perece sin descendencia dejando como heredero a su padre y como usufructuaria vitalicia a su esposa, Mariana de Wythe. Será su padre quien el 12 de diciembre de 1924 done al pueblo de Vigo la propiedad, condicionando su donación a que se dispusiesen en él un museo y un parque público.

## Pazo

### Arquitectura
El antecedente arquitectónico del edificio actual es la citada en la documentación como «Torre de Lavandeira» que probablemente se levantaba en el mismo lugar que el pazo ocupa hoy en día. Su denominación como torre alude a una tipología heredera de la arquitectura militar medieval.  
En el marco de los enfrentamientos fronterizos con Portugal a consecuencia de proceso de independencia iniciado en 1641 en el país vecino se produce la devastación de la Torre de Lavandeira, levantándose en 1670 el nuevo edificio del mayorazgo fundado por el capitán Juan Tavares.

### Formas
Se construye un edificio de nueva planta inspirado en el cercano y recién construido (1633) pazo de Santhomé (La Pastora), ejemplo de palacete renacentista urbano castellano implantado en el rural gallego por la vinculación a la Corte de sus propietarios.
El edificio sigue la tipología de cuerpo flanqueado por dos torres, actualmente muy reformado y ampliado con un añadido en la parte posterior, y una crujía perpendicular que alberga la capilla y el pabellón de servicios. Estas ampliaciones y reformas fueron emprendidas por el Marqués de Alcedo a finales del siglo XIX y principios del XX.

### Capilla
Con anterioridad a 1680 los propietarios del pazo poseían una oratorio privado dedicado a Nuestra Señora de la Soledad que permaneció activo en una sala del pazo a lo largo del siglo XVIII. No existía una construcción específica de capilla y el lugar de culto y enterramiento de los señores del pazo no era otro que la iglesia de Santa María de Castrelos, a corta distancia de la vivienda, donde poseían un lugar de privilegio en el altar mayor.
En 1853 se construirá la capilla anexa a edificio principal bajo la advocación de la Virgen del Carmen. Permanecía cerrada y sólo se oficiaba en ella cuando los marqueses se hallaban en el pazo.

### Distribución
Interiores del pazo: biblioteca histórica
El interior responde al prototipo de palacio urbano, confiriéndole a cada piso a una funcionalidad diferente. La planta baja está destinada a las habitaciones de servicio, cocina y almacenes. En la planta noble se sitúan salones y cuartos. La escalera que los comunica está situada en la ampliación realizada a finales del siglo XIX y fue ejecutada en el siglo XX. No obstante, el interior el edificio ha sido objeto de importantes remodelaciones, que nos impiden reconocer cómo era exactamente su distribución inicial.

### Mobiliario
El mobiliario y ajuar originario del pazo no han llegado hasta nosotros pues los bienes muebles de la casa no formaban parte de la donación a la ciudad de Vigo. Numerosas fuentes documentales hablan de su riqueza. El amueblamiento actual es fruto de sucesivas donaciones y compras del Concello de Vigo. Está formado por un rico repertorio de muebles (de asiento y de guardar, mesas, espejos, biombos y otros muebles auxiliares), alfombras (de oriente medio y españolas) y lámparas de cristal.

### Capilla del pazo y el retablo
La austera capilla del pazo está presidida por un retablo de mediados del siglo XVI cuya procedencia es, por el momento, una incógnita. El retablo es de factura plateresca y responde a planteamientos muy difundidos en Castilla. Al haber sido adaptado al testero de la capilla, no conserva más que dos cuerpos divididos en tres calles, en las que se albergan cuatro pinturas sobre tabla del taller del maestro zamorano Lorenzo de Ávila.

### Jardines
Jardines del pazo Quiñones de León
El espacio ajardinado está ubicado en el entorno inmediato a la vivienda y forma con ella un conjunto indisociable. Se concibe, a la manera de los grandes jardines de la Francia barroca, a partir de un eje longitudinal perpendicular a la fachada que permite verlo en su totalidad con un solo golpe de vista.
Los jardines se trazaron a finales del siglo XIX, probablemente por la prestigiosa empresa portuguesa de jardinería radicada en Porto, Jacintho Mattos, hoy desaparecida, por orden del Marqués de Alcedo. Podemos observar en él seis partes bien diferenciadas: el jardín de acceso, la rosaleda, el jardín francés, el jardín inglés (o «pradera del té»), la solana al fondo y el bosque.
Variedad de trazado y especies

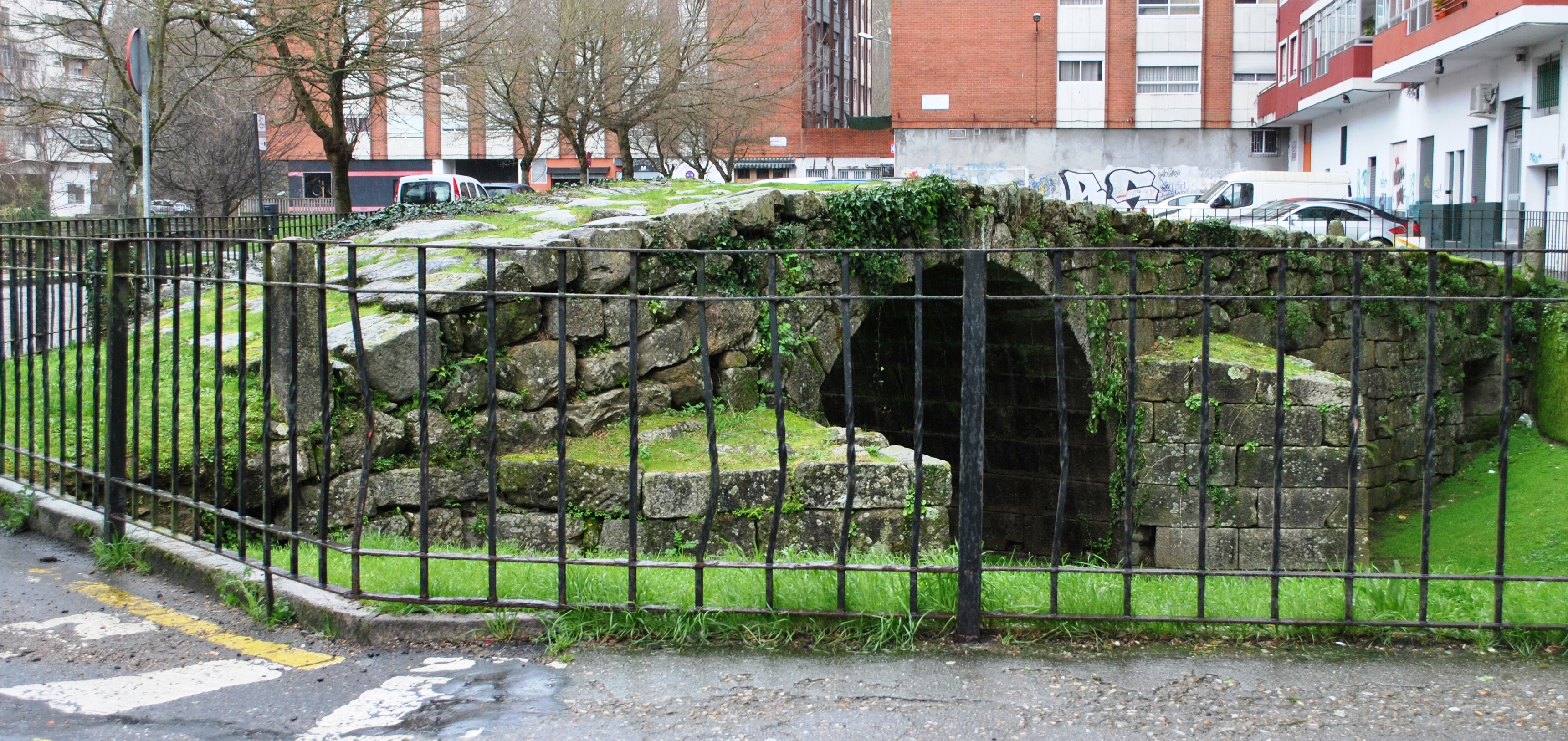
Puente medieval de Castrelos.

El jardín de acceso se sitúa ante la entrada principal. Está delimitado lateralmente por el ala de servicios a su derecha y a su izquierda por un muro almenado con garitas. Su trazado es muy sencillo, una rotonda central con un surtidor rodeada por dos parterres laterales.
Jardines del pazo Quiñones de León
El jardín continúa en la parte posterior del edificio en tres niveles descendentes. El superior está ocupado por la rosaleda. Arranca de un cenador cubierto con una pérgola de madera, que era el antiguo invernadero.
El intermedio constituye el jardín francés. Se distinguen dos zonas: la inmediata a la fachada con un trazado de setos de mirto que llega casi a lo laberíntico, rodeado de una greca perimetral y una fuente en el centro. El sector más alejado es de mayores dimensiones y tiene un trazado más sencillo, totalmente simétrico, en torno a un eje longitudinal y a un florón central. En el pasillo lateral que lo limita con la rosaleda se encuentra el paseo de los escudos.
El jardín inglés es también llamado «Pradera del Té» por la costumbre británica que tenían los dueños de tomar el té en este lugar. Está en el nivel más bajo de los jardines. Consiste en una pradera rectangular rodeada por dos senderos de paso. En el centro se sitúa un estanque para patos con una isleta central que muestra una maqueta del pazo.
El jardín presenta numerosas variedades de plantas ornamentales y exóticas, algunas centenarias gracias a la benignidad del clima en Vigo por su proximidad al mar. Se pueden observar especies como el camelio del jardín francés, cuya edad ronda los doscientos años, los exóticos tuliperos originarios de Virginia y los viejos magnolios de la pradera entre los que se encuentra el más grande de Galicia. Esta cuidada vegetación se ve enriquecida por esculturas, una galería de blasones y diversos monumentos.

## Situación
Limita con las parroquias de Beade, Coia, Freijeiro, Matamá y Sárdoma y pertenece al arciprestazgo de Vigo-San Andrés.
| NA CÑ VI MA CA FR LA TE CB CN SA AL OY CJ VA SA ZA BM BE Cangas Bueu Moaña Vilaboa Ensenada de San Simón Ría de Aldán Pazos de Borbén Redondela Sotomayor Gondomar Bayona Nigrán Mos Porriño Islas Cíes Océano Atlántico Vigo de Ría |
| Municipio de Vigo. |

La parroquia tiene su origen en la propiedad particular del marqués de Valladares que adquirió las tierras para expansión de sus dominios y darlas en arrendamiento a colonos que, poco a poco, se fueron independizando. En el siglo XIII se denominaba ya Castrelis. Durante mucho tiempo el gránito de estas tierras constituyó su principal fuente de riqueza, siendo muy conocidas las canteras de Serra y Porto Loureiro.
El parque urbano más grande de Vigo está en esta parroquia, con una extensión de 22 000 metros cuadrados. En él se localiza el pazo Quiñones de León, reconvertido en museo municipal, rodeado de unos jardines de gran belleza que limitan con el río Lagares. En el mismo parque se ubica también un auditorio al aire libre, aprovechando la pendiente natural del terreno, que se utiliza para la celebración de conciertos y festivales en el verano.
El pazo tiene su origen en la Torre de Lavandeira, abandonada tras la retirada del ejército portugués entre los años 1665-1670. El antiguo edificio había sido tributario de la Orden del Temple, convirtiéndose en torre en el siglo XVI. Fue donado al municipio de Vigo por el marqués de Alcedo en 1925.
Hasta el 1862 la parroquia de Castrelos perteneció a los Caballeros de la Orden de San Juan de Malta, por lo que su párroco tenía carácter de prior. La iglesia de Santa María, auténtica joya del románico, fue consagrada en 1216, sobresaliendo la rica ornamentación de su puerta occidental. En la zona se conservan además el puente medieval y el crucero del XVII.
En Castrelos viven 7972 vecinos, según el último censo.[¿cuándo?] Entre las celebraciones propias, destacan la romería de la Candelaria, el 2 de febrero, y la Festa das Flores, la última semana de mayo.
El centro sociocultural está situado en la cima de la colina de Castrelos, en un emplazamiento con excelentes vistas del centro urbano y la ría. Comenzó su construcción, donde se asentaba una antigua cantera de granito; de ahí la denominación de Monte da Mina, en el año 1982; y entró en funcionamiento a partir de 1994.